# Ендорф
Ендорф (нім. Ehndorf) — громада в Німеччині, розташована в землі Шлезвіг-Гольштейн. Входить до складу району Рендсбург-Екернферде. Складова частина об'єднання громад Міттельгольштайн.
Площа — 14,68 км2. Населення становить 609 ос. (станом на 31 грудня 2020).

## Галерея

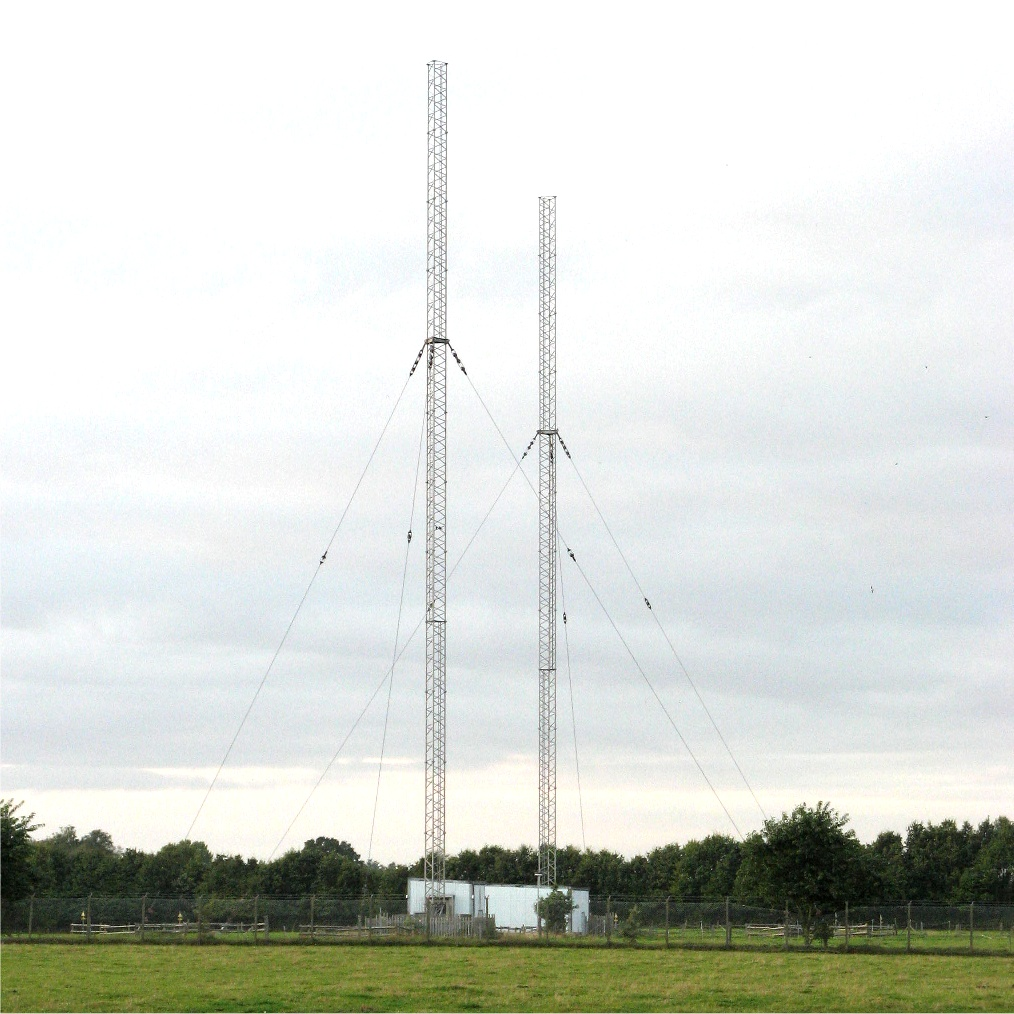